# Kerest'
Il Kerest' (in russo Кересть?) è un fiume della Russia europea, affluente di sinistra del Volchov che scorre nell'oblast' di Novgorod. 
Scorre dalle paludi del Novgorodskij municipal'nij rajon, vicino al confine con il villaggio di Bateckij, non lontano dalle sorgenti del fiume Luga. Ha una lunghezza di 100 km, il suo bacino è di 933 km², sfocia nel Volchov a 125 km dalla foce nel territorio del Čudovskij rajon a nord del villaggio di Gruzino. Scorre prevalentemente in direzione nord-orientale. Per un breve tratto scorre lungo il confine con l'oblast' di Leningrado. La città di Čudovo si trova sul fiume.